# Dypsis nauseosa
Espèce
Synonymes
- Neodypsis nauseosa Jum. & H. Perrier[2]
- Neodypsis nauseosa Jum. & H.Perrier[1]

Statut de conservation UICN

 CR D : 
En danger critique
Dypsis nauseosa est une espèce de plantes de la famille des Arecaceae.

## Publication originale
- Palms of Madagascar 156. 1995.